# Polydore De Visch
Polydore Ernest De Visch (Gent, 16 maart 1878 - Ukkel, 10 maart 1930) was een Belgische senator.

## Levensloop
Van beroep was Polydore De Visch ijzerdraaier. In Gent was hij onder meer secretaris van de Socialistische Jonge Wacht en uitgever van de antimilitaristische bladen De Kazerne en De Loteling. In 1900 werd hij redacteur van het socialistisch dagblad Vooruit. Hij was ook lid van de coöperatie Vooruit, van de socialistische ziekenkas Bond Moyson en van de lokale vakbond van metaalbewerkers. 
In 1902 werd hij, op verzoek van Edward Anseele, socialistisch propagandist in Ledeberg. Een jaar later werd hij er gemeenteraadslid. Hij bleef verkozen bij de gemeenteraadsverkiezingen van 1911, toen de socialisten niet meer in kartel maar zelfstandig opkwamen. In 1913 werd De Visch schepen van onderwijs.
Tijdens de Eerste Wereldoorlog was hij ondervoorzitter van het lokaal Hulp- en Voedingscomité, hetgeen zijn populariteit ten goede kwam. Bij de gemeenteraadsverkiezingen van april 1921 behaalden de socialisten in Ledeberg de absolute meerderheid en werd Polydore De Visch burgemeester.
Hetzelfde jaar werd hij socialistisch gecoöpteerd senator en bij de volgende verkiezingen werd hij rechtstreeks verkozen senator voor het arrondissement Gent. Hij zetelde in de commissies Binnenlandse Zaken en Hygiëne. Een jaar na zijn rechtstreekse verkiezing als senator trok De Visch een laatste maal de socialistische lijst voor de verkiezing van een nieuwe gemeenteraad in Ledeberg. De partij verloor en kwam in de oppositie terecht.
In 1929 nam De Visch onverwacht uit al zijn mandaten ontslag. In de socialistische pers had men het over een ongeneeslijke ziekte. Hij werd opgenomen in een psychiatrische inrichting in Ukkel, waar hij overleed.